# 奧斯本莊園
奥斯本庄园（Osborne House）是英国怀特岛东考斯的一座皇宫，建于1845年至1851年间，为维多利亚女王和阿尔伯特亲王的避暑、度假别墅。阿尔伯特亲王自己设计了这座房子，采用了義大利文藝復興的宫殿风格。建筑商是湯瑪斯·邱比特，他的公司于1847年为这对皇室夫妇建造了白金汉宫的主立面。原先位于此地的一座小庄园被拆除，但其大门口的门廊沿用至今。
维多利亚女王于1901年1月22日在奥斯本庄园去世。在她去世后，从不喜欢奥斯本的爱德华七世在加冕当天违背女王遗嘱将这座房子赠送给国家。1903年到1921年间，马厩周围的部分庄园被用来培训皇家海军的下级军官，即皇家海军学院（Royal Naval College）。房子的另一部分用作军官的疗养院。1986年，英格蘭遺產委員會开始负责管理庄园。

## 历史

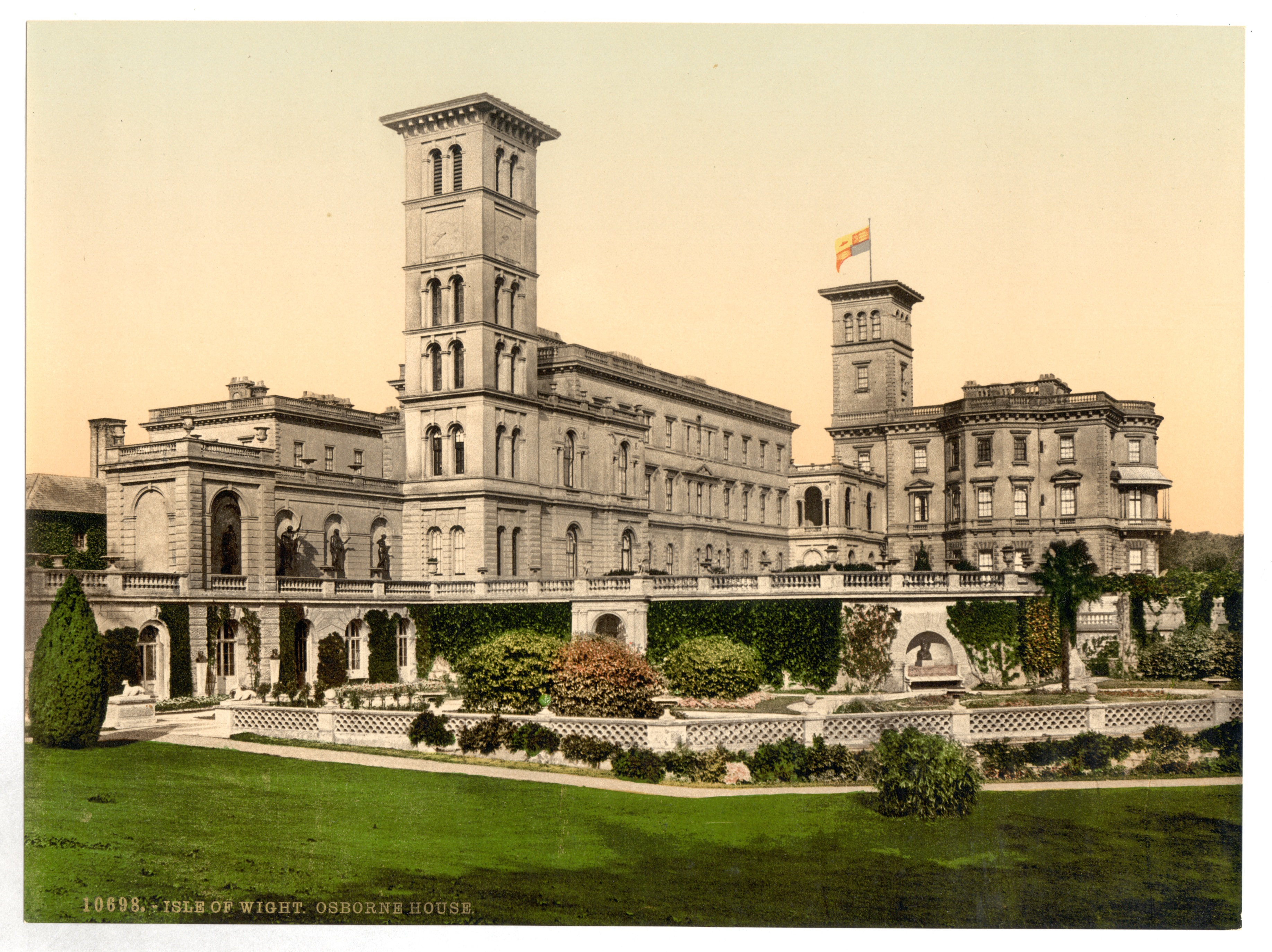
1905年像

1845年10月，维多利亚女王和阿尔伯特亲王从伊莎贝拉·布拉赫福德（Lady Isabella Blachford）手中买下了奥斯本庄园。他们想要一个远离宫廷生活压力的家。这座三层的乔治亚式建筑吸引了维多利亚和阿尔伯特。别墅里能看到索倫特海峽，这让阿尔伯特想起了意大利那不勒斯湾。而维多利亚年轻时叶曾在怀特岛度过两个假期，当时她的母亲租下了奥斯本庄园隔壁的诺里斯城堡。他们很快意识到这所房子对他们来说太小了，并决定盖一所更大的。

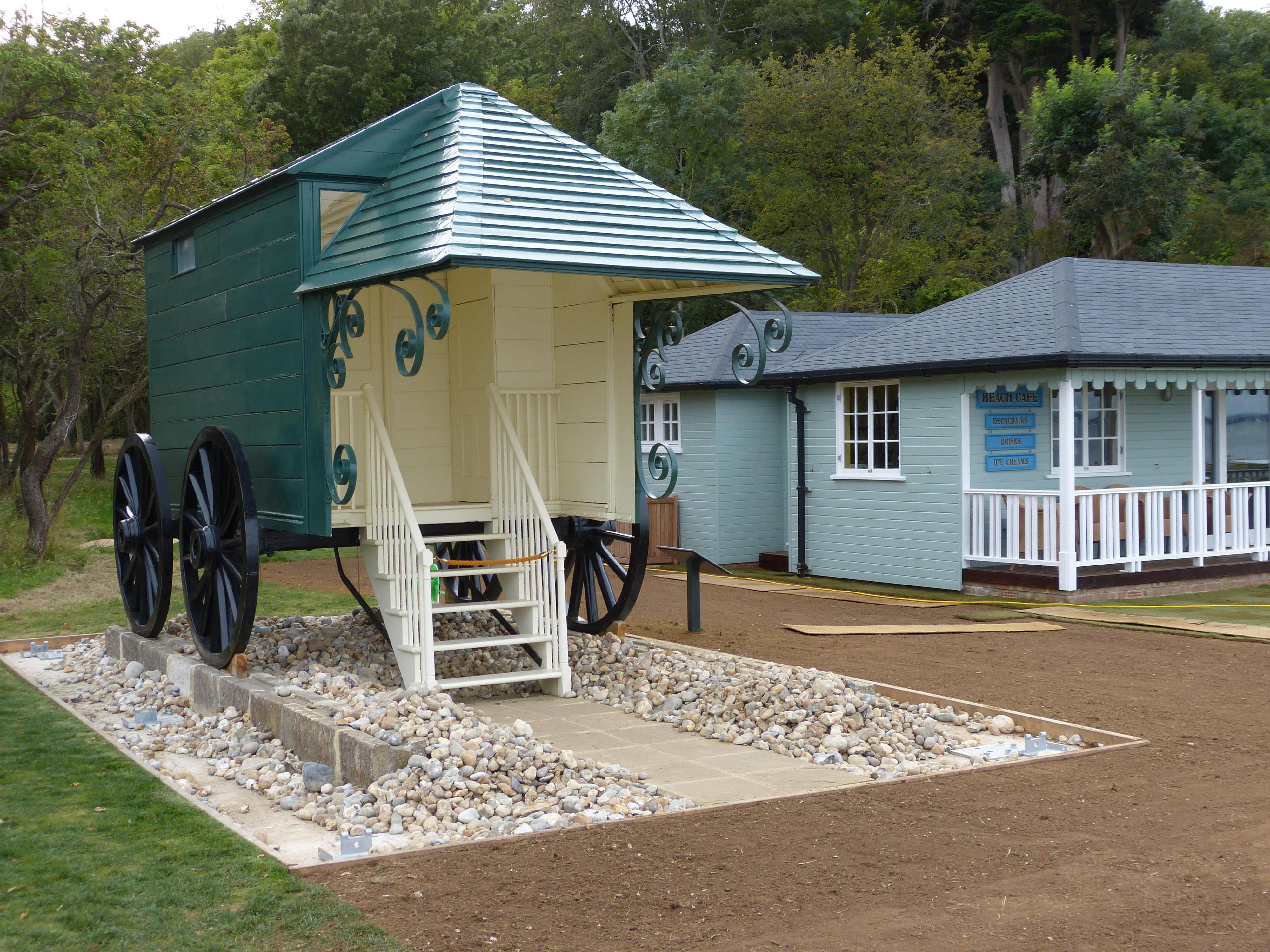
维多利亚女王的更衣车（修复后）

新的奥斯本庄园建于1845年至1851年间，采用意大利文艺复兴风格，配有两座观景塔。阿尔伯特亲王与伦敦的湯瑪斯·邱比特共同设计了这座房子，后者的公司还建造了白金汉宫的主立面。这对夫妇卖掉了布莱顿的英皇阁来购置新房子的大部分家具。亲王本人直接参与了庄园、花园和树林的设计，而没有任用官方的森林委员（Commissioners of Woods and Forests）。附近的奥斯本湾有一片私人海滩，女王在那里拥有自己的豪华私人更衣车。
桌球室（The Billiard Room）、餐厅（Queen's Dining Room）和会客厅（Drawing Room）位于一楼，装饰十分奢华。与之形成鲜明对比的是装饰温馨舒适的二楼卧室，包括其亲王更衣室（Prince's Dressing Room）、女王起居室（Queen's Sitting Room）、女王卧室（Queen's Bedroom）和婴儿室。

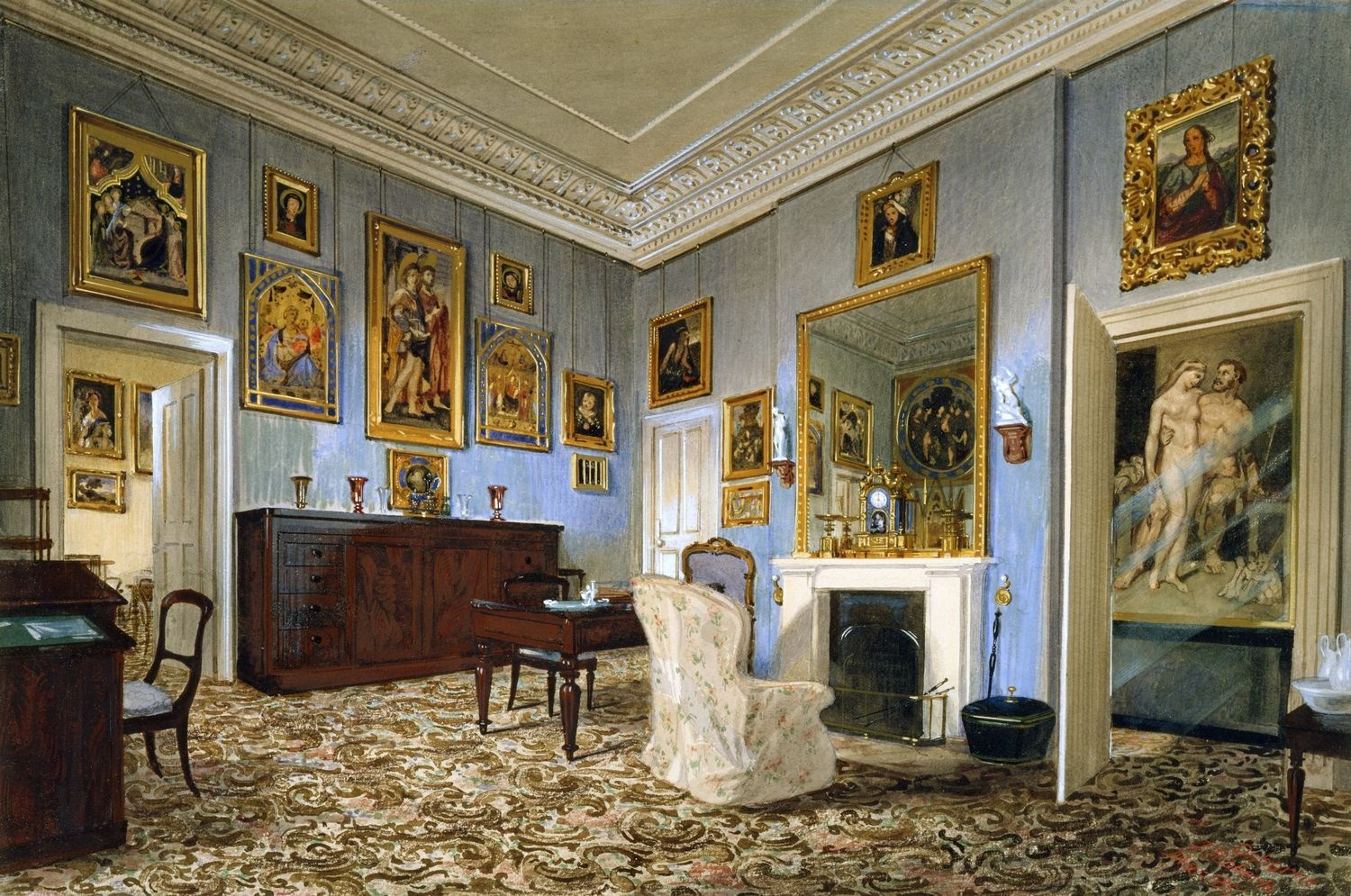
阿尔伯特亲王的更衣室，1851年，詹姆斯·罗伯茨的水彩画

庄园建造的最后一部分是1890年至1891年间的配楼，由诗人鲁德亚德·吉卜林的父亲约翰·洛克伍德·吉卜林（John Lockwood Kipling）设计。一楼有杜尔巴室（Durbar Room，来自印地语杜尔巴），是女王办公用的；它由巴伊·拉姆·辛格设计，现在存放着维多利亚女王在她金禧和钻禧年收到的礼物，如一些花瓶和印度盔甲。配楼的二楼仅供贝翠丝公主和她的家人使用。
奥斯本庄园的装饰意在凸显英国和英属印度的联系，除去印度盔甲，还收藏了一系列印度人物和风景画，它们由鲁道夫·斯沃博达（Rudolf Swoboda）应维多利亚女王的要求绘制。
女王夫妇每年都会在奥斯本庄园逗留很长时间：维多利亚五月在这里过生日；七月和八月过阿尔伯特的生日；圣诞节前也在这里生活。维多利亚女王和阿尔伯特亲王允许摄影师和画家在绘制他们在庄园里的生活场景。这部分是因为他们自己喜欢，但也是为了塑造其公共形象——一个幸福家庭。女王十分喜欢这里，1858年，维多利亚女王在写给女儿维多利亚的信中说溫莎城堡中生活十分郁闷，“我多么渴望奥斯本那令人愉快的、不像宫廷的房间。”

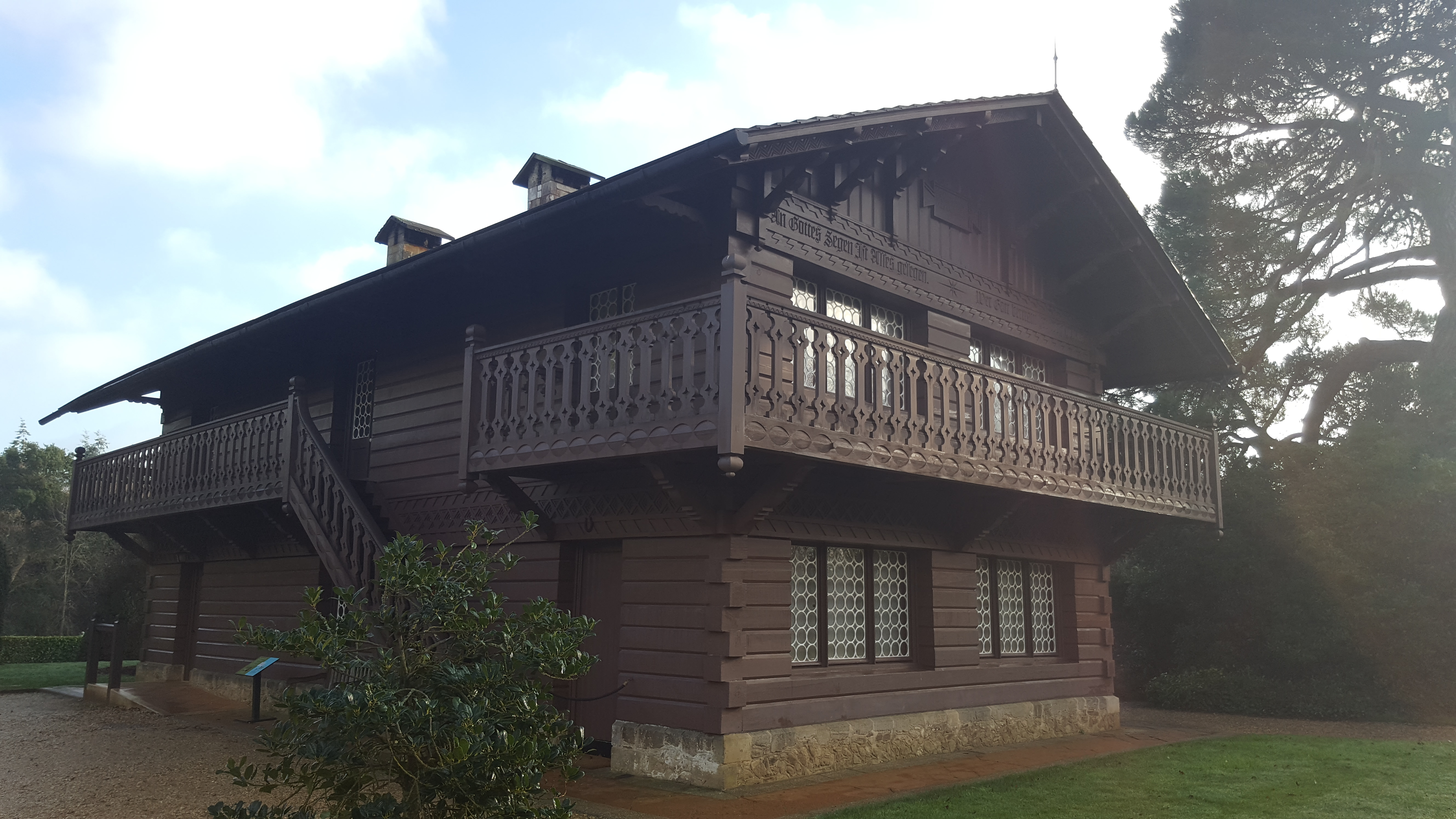
瑞士小屋

庄园里还有一个供儿童玩耍的“瑞士小屋”（Swiss Cottage）。小屋来自瑞士，是拆解后运到奥斯本重新组装的。女王的孩子在这里学习园艺。他们每人都有一块长方形的地，用来种植水果、蔬菜和花，种出来的农产品由亲王收购，后者用这种办法来教授经济学基础知识。此外，孩子们还会在功能齐全的厨房里学习烹饪。女王夫妇认为这可以让他们体会到人民的日常生活。
1859年，阿尔伯特亲王设计了一个新的更大的马厩（Osborne_Stable_Block），替代了以前的板球场。该建筑现已列为II*级登录建筑。
亲王去世后，女王仍居住于此。1878年1月14日，亚历山大·格拉汉姆·贝尔在这里向女王展示了一部早期电话，并向考斯、南安普顿和伦敦拨号。女王尝试了这个装置，并认为它非常了不起，尽管声音相当微弱。她后来想买下这部电话，但贝尔说会专门为她制作一套。

### 赠予国家

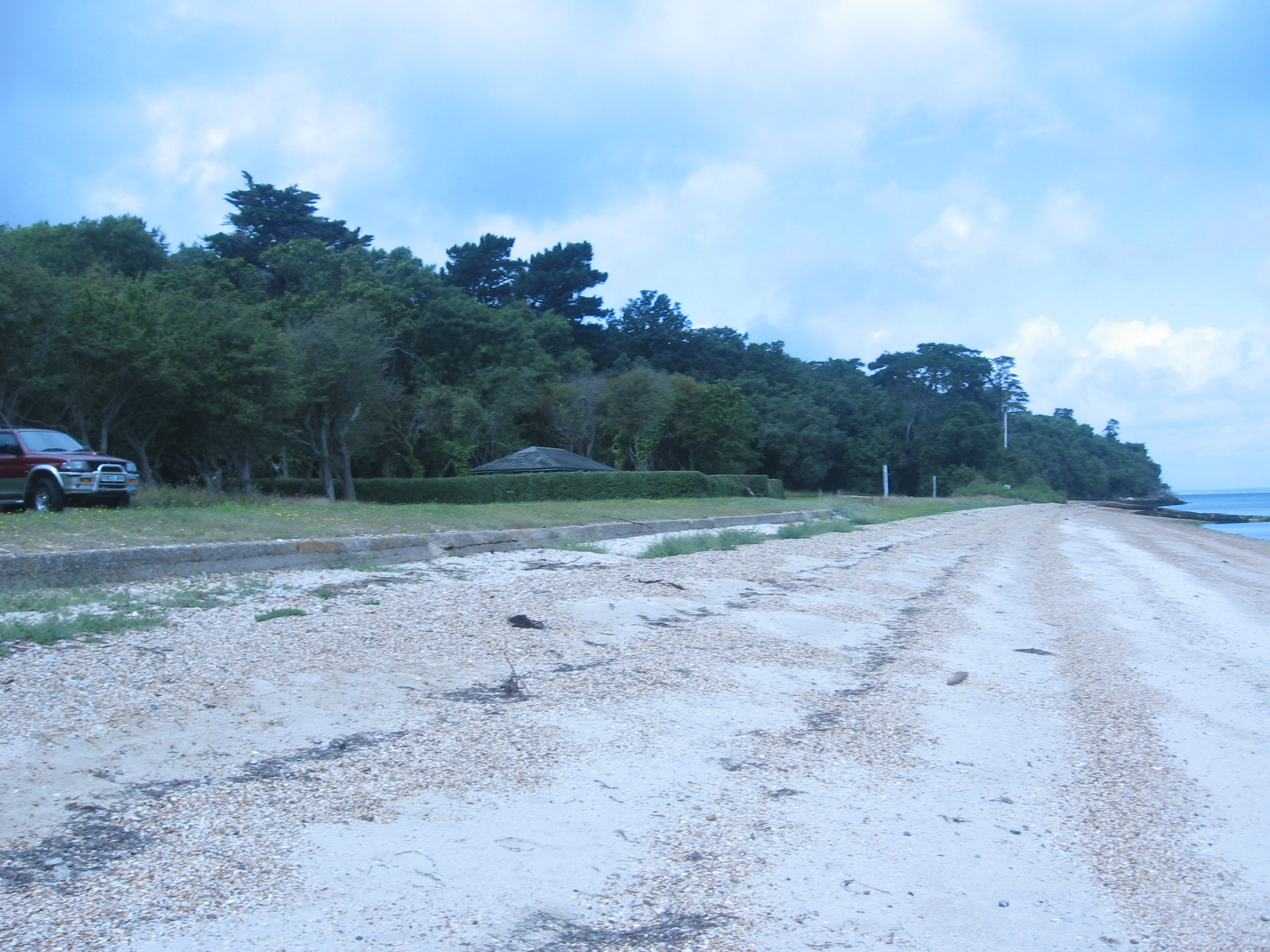
庄园的私人海滩，维多利亚女王、阿尔伯特亲王和他们的孩子在这里游泳

维多利亚女王于1901年1月22日在奥斯本去世，她的子孙都在场。她很喜欢奥斯本庄园，并且在遗嘱中严格要求要把奥斯本庄园留在皇室手中，但爱德华七世在1902年8月的加冕日向把庄园赠给了国家，只留了一层作为只有皇室才能进入的私人博物馆。

### 后世

#### 皇家海军学院（1903–1921）
1903年，马厩区成为皇家海军的下级军官培训场所，学院于1921年关闭，最后一批学生于1921年4月9日离开。

#### 军人疗养院（一战）
第一次世界大战期间，奥斯本之家的侧翼被用作军官疗养院， 罗伯特·格雷夫斯和艾倫·亞歷山大·米恩曾在此养伤。它被称为爱德华七世军官退休之家（King Edward VII Retirement Home for Officers），后来容还接纳过公务员，直到1990年代末。

## 保护

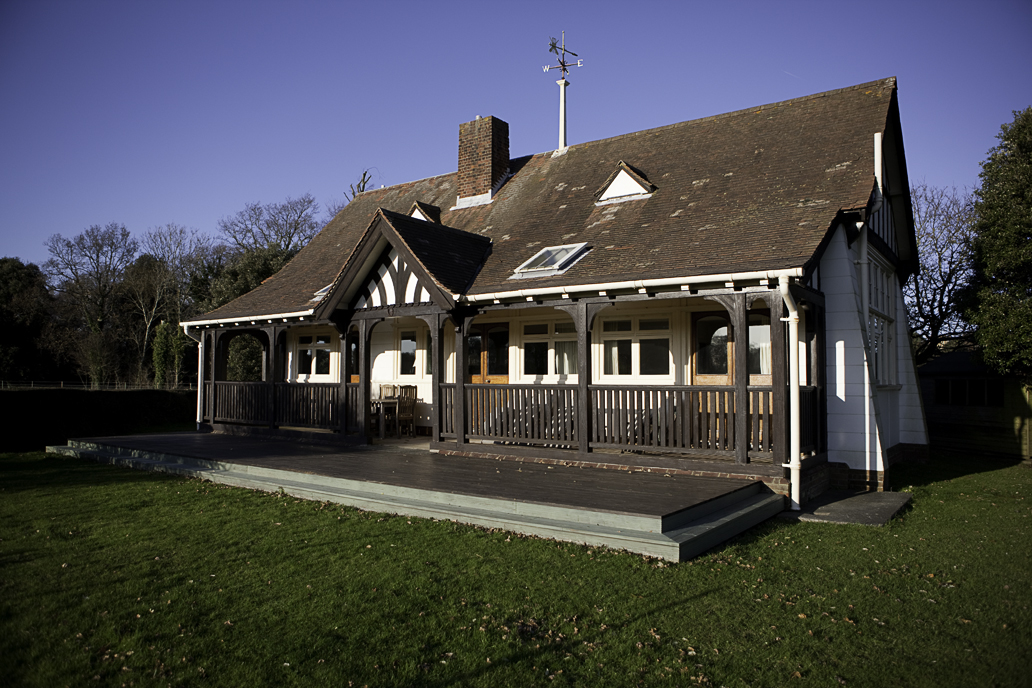
板球馆

自1986年以来，奥斯本庄园一直由英格蘭遺產委員會管理，对公众开放。
前海军学院的板球馆于2004年改建为度假别墅。2005年以来，这所房子偶尔会用来举办野餐音乐会。 
维多利亚女王在奥斯本的私人海滩，包括她的私人更衣车，在经过大幅修缮后于2012年7月首次向公众开放。